# Марков, Андрей Александрович
Андре́й Алекса́ндрович Ма́рков (22 марта 1984, Новгород, РСФСР, СССР) — российский футболист, защитник и полузащитник.

## Карьера
Воспитанник новгородского футбола. Первый тренер — Семененко Андрей Андреевич. Выступал за клубы «Динабург», в составе которого провёл 11 матчей в Кубке Интертото, и «Динамо» (Барнаул).
В июле 2012 года прибыл на просмотр в курский «Авангард», с которым позже заключил контракт. 21 июля, в матче чемпионата с тамбовским «Спартаком» (4:0), дебютировал в составе команды.